# フクンターニ
フクンターニ（マダガスカル語: Fokontany）もしくはフクタンとは、マダガスカルの行政単位の1種である。
マダガスカルが設置している行政単位としては、地域圏（Faritany、Region）、地域（Fivondronana、District）、コミューン（Kaominina、Commune）の下位に位置する最小のものである。第二共和制において1975年に導入された。
2007年の法律上の位置づけとしては、フクンターニは集落、村、都市の一地域が該当する存在で、住民はフクヌルナ（Fokonolona）と呼ばれる共同体を構成する。共同体は長と次長に加えて独自の委員会を有している。委員の資格は、読み書きが可能な18歳以上に限定されている。
デイーナン（Dinam）と呼ばれるフクヌルナ単位での掟が存在している。

## 例
1. ↑  デイーナンを利用して防火に活用した例[4]。